# Kuchnia peruwiańska

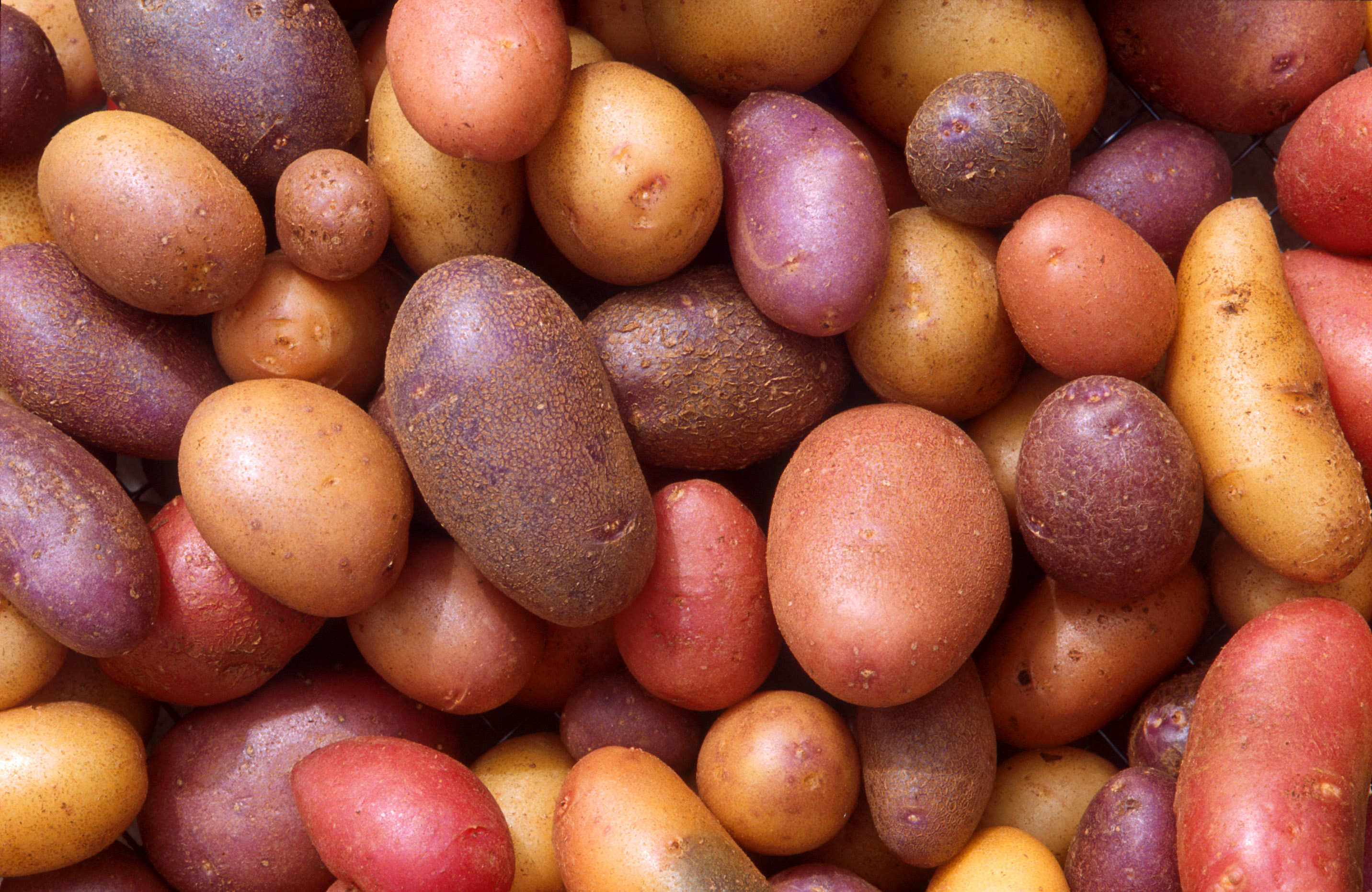
Papas – ziemniaki peruwiańskie

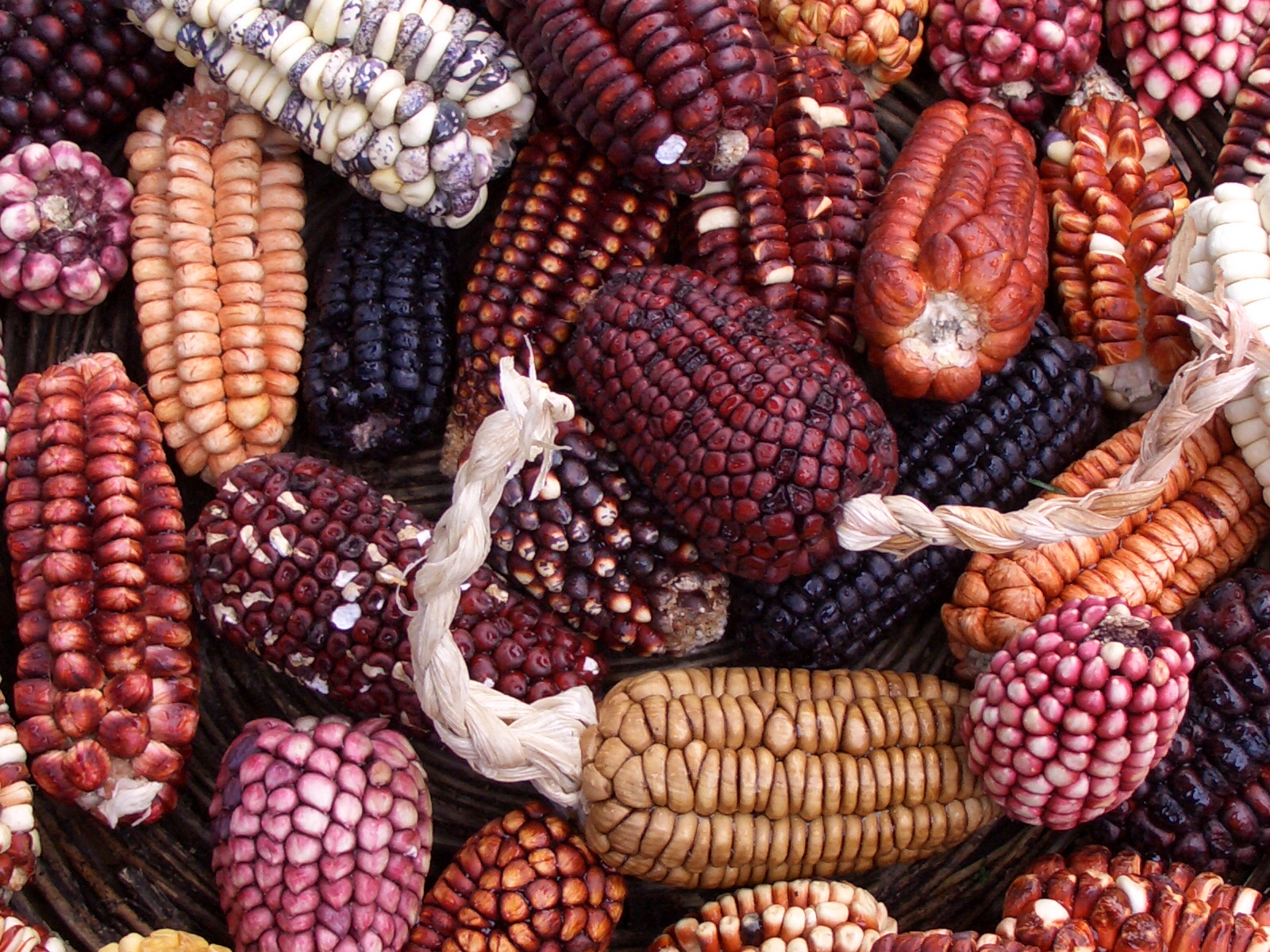
Różne odmiany peruwiańskiej kukurydzy

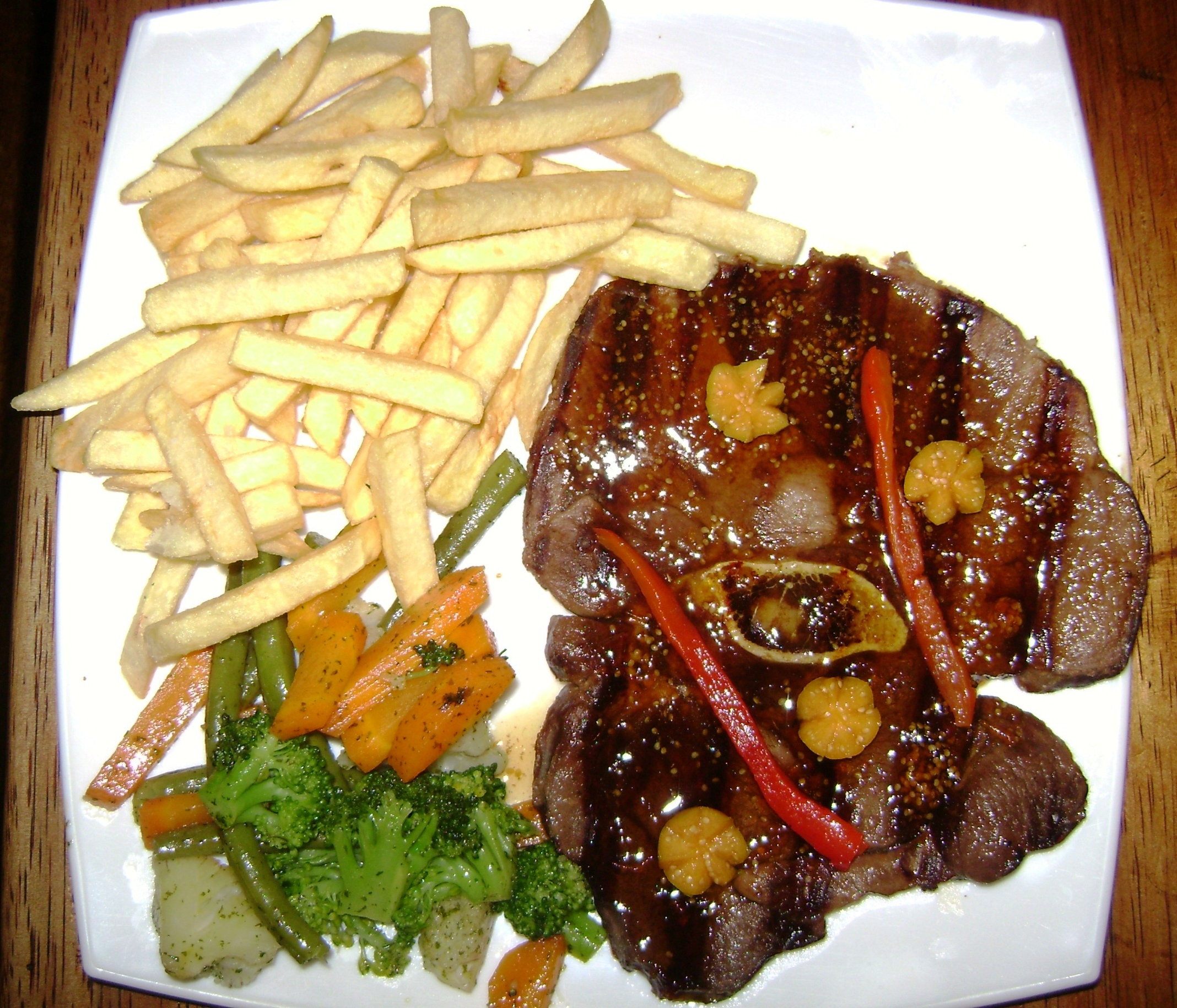
Stek z alpaki

Kuchnia peruwiańska – ogół tradycji kulinarnych Peru, wywodzących swe korzenie zarówno z tradycji ludów andyjskich, jak i kuchni europejskich. Wykazuje duże zróżnicowanie terytorialne. Regiony nadmorskie oraz Lima słyną z dań z owoców morza, do najsłynniejszych z nich należy ceviche. Ziemniaki są dostępne w kilkuset różnych odmianach, wykorzystuje się także inne rośliny bulwiaste, takie jak oca, olluco, camote czy arracacha. Ważną rolę pełni także kukurydza, podobnie jak ziemniaki, dostępna w wielu rodzajach. Sprowadzone przez Hiszpanów nowe rośliny, jak np. ryż czy nieznane wcześniej Indianom gatunki zwierząt hodowlanych (kury, owce, krowy) zostały w pełni zadomowione. Spożywa się tradycyjnie mięso lam. Za przysmak w okolicy Cuzco uważane są cuy, świnki morskie. Najważniejszą przyprawą są papryczki chili.

## Typowe dania
- escabeche de pescado – potrawa ze smażonej ryby, serwowana na zimno
- papas a la huancaína – zapiekanka z ziemniaków, papryki i jajek
- papa ocopa – ziemniaki z sosem z orzeszków ziemnych
- papa rellena – ziemniaki nadziewane mięsem, cebulą, jajkami i rodzynkami
- tacu tacu – danie z owoców morza z ryżem i fasolką
- cau cau – flaczki z fasolą i ziemniakami
- rocoto relleno – nadziewana papryka
- lomo saltado – paski wołowiny z cebulą, pomidorami i smażonymi ziemniakami
- anticuchos – szaszłyki z serc wołowych lub wieprzowych
- pan con chicharrón – typowe peruwiańskie śniadanie składające się z bułki ze smażonym, chrupiącym i ciepłym boczkiem
- causa limena – peruwiańska przystawka, składająca się dwóch warstw puré z żółtych ziemniaków przełożonych farszem zazwyczaj z piersi z kurczaka, gotowanych warzyw i majonezu
- tequeño – przystawka w formia palucha z serem wywodząca się z kuchni wenezuelskiej

## Desery
- manjar blanco – krem na bazie mleka i cukru
- yuquitas – obtoczone w cukrze i smażone w głębokim tłuszczu kulki tapioki
- picarones – pączki oblewane miodem
- mazamorra morada – deser ze słodkiej fioletowej kukurydzy

## Napoje
- pisco – winiak
- chicha
- chicha morada – bezalkoholowy napój z fioletowej kukurydzy
- mate de coca – herbatka z liści koki, zalecana przy chorobie wysokogórskiej
- Inca Kola – niezwykle popularny napój bezalkoholowy